# Upravni sudovi u Hrvatskoj
Upravni sudovi u Republici Hrvatskoj su specijalizirani sudovi, a koji se ustanovljavaju za područje jedne ili više županija.

## Nadležnost
Upravni sudovi odlučuju:
- o tužbama protiv pojedinačnih odluka javnopravnih tijela,
- o tužbama protiv postupanja javnopravnih tijela,
- o tužbama zbog propuštanja donošenja pojedinačne odluke ili postupanja javnopravnog tijela u zakonom propisanom roku,
- o tužbama protiv upravnih ugovora i izvršavanja upravnih ugovora,
- u drugim zakonom propisanim slučajevima.

## Popis upravnih sudova
Dana 1. siječnja 2012. započeli su s radom prvostupanjski upravni sudovi u Zagrebu, Splitu, Osijeku i Rijeci. 

## Poveznice
- Sudbena vlast u Hrvatskoj
- Visoki upravni sud

## Vanjske poveznice
- Pravosudna tijela Republike Hrvatske